# Nieuport 24
Die Nieuport 24 C.1 war ein französischer Doppeldecker-Jagdeinsitzer aus dem Ersten Weltkrieg. 

## Entwicklung
Die Nieuport 24 wurde von Gustave Delage bei der Societé Anonyme des Établissements Nieuport in Issy-les-Moulineaux auf Basis der erfolgreichen Nieuport 17 entworfen. Sie besaß wie diese noch V-förmige-Tragflächenstiele, aber bereits den aerodynamisch verbesserten Rumpf mit ovalem Querschnitt, abgerundete Flügelspitzen und das abgerundete Heckruder und Höhenleitwerk sowie den neuen Schleifsporn der späteren Nieuport-Flugzeuge. 
Sie war mit einem synchronisierten 7,7-mm-Vickers-MG bewaffnet, die britische Version mit einem zusätzlichen Lewis-Maschinengewehr, welches über der oberen Tragfläche angebracht war. 

## Einsatz
Ende 1917 kamen die ersten Maschinen zur französischen Fliegertruppe, die jedoch bereits mit der SPAD S.VII über ein wesentlich leistungsfähigeres Kampfflugzeug verfügte. Da dieses Flugzeug jedoch noch nicht in hinreichender Zahl zur Verfügung stand, wurden die Nieuport-Typen 23, 24 und 27 noch bis Anfang 1918 von den französischen, russischen und britischen Kampfstaffeln 1918 an der Front verwendet. Vor allem kam die Nieuport 24 jedoch in der Variante E.1 als Trainer zum Einsatz.
Auch der U.S. Army Air Service beschaffte die Nieuport 24 als Schulflugzeug. Daneben nutzen der Royal Naval Air Service etwa 50 von der British Nieuport gebaute Flugzeuge, und auch die Luftstreitkräfte Rumäniens, Russlands und Serbiens verwendeten einige Ni 24. In Japan baute Nakajima die Nieuport 24 in Lizenzfertigung.

## Technische Daten
| Kenngröße             | Daten                                                        |
| --------------------- | ------------------------------------------------------------ |
| Besatzung             | 1                                                            |
| Länge                 | 5,88 m                                                       |
| Spannweite            | 8,18 m                                                       |
| Höhe                  | 2,44 m                                                       |
| Flügelfläche          | 15 m²                                                        |
| Leermasse             | 354 kg                                                       |
| Startmasse            | 544 kg                                                       |
| Antrieb               | Le-Rhône-Umlaufmotor                                         |
| Leistung              | 130 PS (96 kW)                                               |
| Höchstgeschwindigkeit | 187 km/h                                                     |
| Steigleistung         | 3,15 min auf 1000 m Höhe                                     |
| Dienstgipfelhöhe      | 5500 m                                                       |
| Reichweite            | 250 km                                                       |
| Bewaffnung            | 1 Vickers-MG, Kal. 7,7 mm, nach vorn feuernd, synchronisiert |